# Philippe Van der Meeren
Pour les articles homonymes, voir Van der Meeren.
Philippe Van der Meeren (au nom hispanisé en Felipe de la Laguna), né le 8 octobre 1667 à Malines (Belgique) et mort (sans doute empoisonné) le 29 octobre 1707 à Rucachoroi (Neuquén) en Argentine, était un prêtre jésuite des Pays-Bas méridionaux, missionnaire en Amérique du Sud, parmi les peuples de Patagonie et de Chiloé.

## Biographie
Entré dans la Compagnie de Jésus le 26 septembre 1683 Van der Meeren fait son noviciat à Malines où, 14 ans plus tard, il est également ordonné prêtre (1697). Peu de temps après il est envoyé au Chili où il arrive en 1699. Son premier champ d’activités est la mission auprès des Araucans (1700-1701) et ensuite sur l’archipel de Chiloé (1702-1703). 
Alors qu'il se trouve à Calbuco, il reçoit la visite d’Indiens puelches, un groupe mapuche, lui demandant de rouvrir le poste missionnaire du lac Nahuel Huapi, sur le versant oriental des Andes, délaissé après l’assassinat en 1674 de son fondateur, le père Nicolás Mascardi. Touché du fait que ses visiteurs se souvenaient de prières enseignées par Mascardi et du catéchisme entendu quelque 30 ans auparavant, Van der Meeren assure qu’il viendra lui-même s’il en reçoit la permission, mais en 1703 il est nommé recteur du collège de Castro sur l’île de Chiloé. Cependant, allant à Santiago pour passer l’examen ‘ad gradum’ en vue de la profession religieuse définitive il en profite pour obtenir de ses supérieurs jésuites et du gouverneur Francisco Ibáñez de Peralta la permission de rouvrir la mission de Nahuel Huapi auprès des Puelches et Poyas. Il y récolte également des fonds.
Il se trouve à Nahuel Huapi en novembre 1703 où il est bien reçu: il invite les caciques tehuelches à former village auprès de la mission. Il compose également un catéchisme en langue puelche (dont le texte est perdu). De retour à Castro en janvier 1704. Il y réunit artisans et outils de travail pour y reconstruire maison et église de la mission à relancer. 
Accompagné du père Juan José Guiglielmo, il reprend alors l’œuvre missionnaire de son vénéré prédécesseur Nicolas Mascardi (qui l'avait également précédé au poste de Chiloé), et refonde la mission de Nahuel Huapi mais, sans doute empoisonné, il tombe malade en octobre 1707. Conduit à Rucachoroi, il y meurt le 29 octobre 1707.

## Écrit
Van der Meeren a laissé une relation de son voyage d’Europe au Chili et son expédition de Nahuel Huapi à Castro sur l’île de Chiloé. 
- Relación sobre su recorrido de Nahuelhuapí a Chiloé (Nahuelhuapí, janvier  1704).